# Mötley Crüe
Mötley Crüe bio je američki glam metal sastav iz Los Angelesa. Sastav su 1981. osnovali basist Nikki Sixx i bubnjar Tommy Lee, a kasnije su im se pridružili gitarist Mick Mars i pjevač Vince Neil.
Mötley Crüe je jedna od najvećih svjetskih rock atrakcija, što dokazuje i preko 80 milijuna prodanih albuma u svijetu.
Članove sastava prate brojne kontroverze povezane s njihovim neobuzdanim načinom života. Često su dolazili u sukob sa zakonom zbog nasilja, zlouporabe droge te alkoholizma. Na glasu su kao veliki zavodnici, a svjetski je poznat amaterski porno film koji je Tommy Lee snimio s bivšom suprugom, starletom Pamelom Anderson.
Sastav je prvobitno bio hard rock i heavy metal sastav, no s trećim studijskim albumom Theatre of Pain iz 1985. godine, sastav se priključio glam metal vodama. Konačan album sastava Saints of Los Angeles, objavljen je 24. lipnja, 2008. godine. Konačan koncert održali su na Staru godinu, 31. prosinca 2015. godine.

## Članovi

### Prvobitna/Konačna postava
- Mick Mars – glavna gitara, prateći vokali (1981. – 2015.)
- Nikki Sixx – bas-gitara, klavijature, prateći vokali (1981. – 2015.)
- Vince Neil – vokali, ritam gitara (1981. – 1992., 1996. – 2015.)
- Tommy Lee – bubnjevi, udaraljke, klavijature, prateći vokali (1981. – 1999., 2004. – 2015.)

### Bivši članovi
- John Corabi – vokali, ritam gitara, bas-gitara, klavijature (1992. – 1996.)
- Randy Castillo – bubnjevi, udaraljke (1999. – 2002.; preminuo)
- Samantha Maloney – bubnjevi, udaraljke (2002. – 2004.; na turnejama: 2000. – 2002.)

## Diskografija
- Too Fast for Love (1981.)
- Shout at the Devil (1983.)
- Theatre of Pain (1985.)
- Girls, Girls, Girls (1987.)
- Dr. Feelgood (1989.)
- Mötley Crüe (1994.)
- Generation Swine (1997.)
- New Tattoo (2000.)
- Saints of Los Angeles (2008.)

## Vanjske poveznice
- Službena stranica (engl.)

### Ostali projekti
|  | Zajednički poslužitelj ima još gradiva o temi Mötley Crüe |